# Paul Cameron
Paul Cameron (Montreal, 30 mei 1958) is een Canadees cameraman.
Cameron werd geboren in Montreal en groeide op in New York. Hij studeerde aan de Purchase Collage, van de State University of New York. In 2005 won hij samen met Dion Beebe met de film Collateral een British Academy Film Award voor beste camerawerk. Sinds 2006 is Cameron lid van American Society of Cinematographers. In 2016 was hij verantwoordelijk als director of photography met de eerste aflevering van de HBO televisieserie Westworld.

## Filmografie
- 1995: The Last Supper
- 1999: Advice from a Caterpillar
- 2000: Gone in 60 Seconds
- 2001: Swordfish
- 2002: Beat the Devil
- 2004: Man on Fire
- 2004: Collateral (met Dion Beebe)
- 2006: Déjà Vu
- 2007: In the Land of Women
- 2010: Henry's Crime
- 2012: Man on a Ledge
- 2012: Total Recall
- 2013: Dead Man Down
- 2017: Pirates of the Caribbean: Dead Men Tell No Tales
- 2018: The Commuter
- 2019: 21 Bridges